# Канґ Завойовник
Канґ Завойовник (англ. Kang the Conqueror), справжнє ім'я Натаніель Річардс (англ. Nathaniel Richards) — суперлиходій коміксів видавництва Marvel Comics, який є ученим з XXXI століття. Персонаж найчастіше зображується як супротивник Месників і Фантастичної четвірки. Сутність, що подорожує в часі, має кілька альтернативних версій Канґа, які з'являлися в коміксах Marvel протягом багатьох років, включаючи майбутнє та минуле: Рама-Тут, Безсмертного, Залізного хлопця, Той, хто залишився тощо. У 2009 році Канґ був визнаний 65-м найбільшим лиходієм коміксів усіх часів за версією IGN.
Канґ з'являвся в анімаційних телевізійних проєктах і відеоіграх. Він дебютує в фільмі Кіновсесвіту Marvel «Людина-мураха та Оса: Квантоманія» (2023), де його роль зіграв Джонатан Мейджорс. Його альтернативна версія, відома як «Той, хто залишився», з'явилася в першому сезоні серіалу Disney+ «Локі» (2021), в епізоді «На всі часи. Завжди.», яку також зіграв Мейджорс.

## Історія створення
Канґ Завойовник вперше з'явився в Avengers #8 (вересень, 1964) і був створений сценаристом Стеном Лі та художником Джеком Кірбі.

## Біографія
Натаніель Річардс народився в 31 столітті, дуже цікавився історією і подорожами в часі і одного разу на покинутій фабриці він виявив діючу машину часу, створену Віктором фон Думом .
Навчившись управляти машиною часу, Канґ став переміщатися епохами. Він здійснював набіги на різні цивілізації, а потім повертався назад у 31 століття. Канґ став абсолютно невловимим.
Свою першу зупинку Канґ-Завойовник здійснив у Стародавньому Єгипті в 2950 р до н. е. на величезному кораблі в формі сфінкса. Корабель зазнав аварії, засліпивши Канґа і залишивши у заточенні в цьому часі. Однак, за допомогою своїх технологій він поневолив жителів тих місць. Він правив цими місцями протягом десятиліть як бог фараон Рама-Тат. Однак Фантастична четвірка вирушила за Канґом і поклала край його правлінню.

## Сили і здібності
Незважаючи на те, що Канґ не володіє жодними надлюдськими здібностями, він володіє геніальним інтелектом, є експертом з історії, фізики, інженерії та техніки. За допомогою технологій з 40-го століття він освоїв тактику ближнього бою, а також навчився подорожам у часі. Канґ носить високотехнологічну броню, яка підвищує його міцність; може проектувати енергетичні промені, голограми і силові поля, дозволяє дихати у відкритому космосі, а також контролює технології минулих століть. Він володіє космічним кораблем, що дозволяє йому подорожувати в часі. Сам Канґ стверджує, що за допомогою нього він може знищити навіть Місяць. Також має стійкість до радіації.
Як Рама-Тат, він використовував «ультра-діодний» промінь-пістолет, який міг підривати волю людей. При достатній потужності він навіть може позбавити надлюдей суперсили. При повторному пострілі їх сили повертаються.

## Альтернативні версії

### Ultimate Marvel
У всесвіті Ultimate Marvel з'являється жіноча версія Канґа Завойовника, яка готується знищити Землю. Вона формує союз із Ртуттю, Галком і Рідом Річардсом, щоб заволодіти Камінями Вічності, в процесі зруйнувавши Трискеліон. Надалі з'ясувалося, що Канґ — це С'ю Шторм з майбутнього.

## Поза коміксами

### Телебачення
- Рама-Тат з'являється в мультсеріалі «Фантастична четвірка» 1967 року, де його озвучив Майк Роад[en] .
- Канґ Завойовник (під особистістю Іммортуса[en]) з'являється в мультсеріалі «Люди-Ікс» 1992 року як камео.
- Канґ з'являється в мультсеріалі «Месники. Завжди разом» в епізоді «Канґ», озвучений Кеном Крамером.
- Рама-Тат з'являється як камео в мультсеріалі «Люди Ікс: Еволюція».
- Джонатан Адамс озвучив Канґа Завойовника в мультсеріалі «Месники: Могутні герої Землі».
- Канґ з'явився в третьому сезоні мультсеріалу «Месники, загальний збір!».
- Канґ Завойовник з'являється в міні-серіалі «Локі» у виконанні Джонатана Мейджерса, тим самим дебютувавши в Кіновсесвіті Marvel.

### Кіно
- Джонатан Мейджорс виконав роль Канґа Завойовника у фільмі «Людина-мураха і Оса: Квантоманія» (2023) кіновсесвіту Marvel.
- Джонатан Мейджорс повторив роль Канґа Завойовника у фільмі «Месники: Династія Канґа» (2025) кіновсесвіту Marvel.

### Відеоігри
- Є босом у грі «Marvel: Avengers Alliance[en]» для Facebook. Пізніше стає іграбельним персонажем.
- Канґ Завойовник є одним з босів гри «Marvel: Contest of Champions».
- Є головним лиходієм у «Lego Marvel Super Heroes 2».

## Критика та відгуки
У 2009 році зайняв 65-е місце в списку «100 найкращих лиходіїв коміксів» за версією IGN.